# Čao Wen-chua
Čao Wen-chua (čínsky pchin-jinem Zhào Wénhuá, znaky zjednodušené 赵文华, tradiční 趙文華; † 1557) byl politik a vojevůdce působící v čínské říši Ming za vlády císaře Ťia-ťinga.
Po zprvu neúspěšném začátku kariéry se Čao Wen-chua stal blízkým důvěrníkem vlivného velkého sekretáře Jen Sunga a náměstkem ministra prací. V té době bylo východní a jižní pobřeží Číny sužováno sérií nájezdů čínských pašeráků a pirátů. Čao nesouhlasil s tím, jak tamní velitelé řešili situaci a předložil vlastní návrhy, které ministerstvo vojenství ignorovalo. Poté, co císař ztratil důvěru v ministra vojenství Nie Paoa, zapojil Čao Wen-chuu do řešení krize.
Čao odjel do Če-ťiangu. Zde se rychle dostal do konfliktu s místními úředníky a požadoval jejich odstranění, stejně jako svých oponentů v hlavním městě. Postoupil na místo ministra veřejných prací a svého spolupracovníka a spojence Chu Cung-siena prosadil na místo vrchního velitele cung-tu vojsk jihovýchodních provincií, funkci, v níž Chu Cung-sien vynikl. Čao si však vysloužil nepřátelství ostatních hodnostářů v hlavním městě, a jeho nerespektování etikety mu odcizilo dokonce i Jen Sunga. Poté byl obviněn z přijímání úplatků a přehánění svých vítězství a když dřevo určené pro opravy Zakázaného města využil na výstavbu svého domu, ztratil přízeň císaře a byl odvolán ze všech funkcí. Krátce nato zemřel. Zatímco oficiální historikové jeho smrt připsali kýle, jiný zdroj naznačil, že spáchal sebevraždu jedem.

## Jméno
Čao Wen-chua používal zdvořilostní jméno Jüan-č’ (čínsky pchin-jinem Yuánzhì, znaky zjednodušené 元质, tradiční 元質) a literární pseudonym Mej-lin (čínsky pchin-jinem Méilín, znaky 梅林).

## Mládí a počátky kariéry
Čao Wen-chua pocházel z Cch’-si v provincii Če-ťiang (moderní městský okres Cch’-si v subprovinčním městě Ning-po). Studoval konfucianismus, také na pekingské univerzitě Kuo-c’-ťien. Složil prefekturní, provinční i metropolitní úřednické zkoušky a roku 1529 úspěšně absolvoval i palácové zkoušky a získal vysoce ceněnou hodnost ťin-š’. Poté nastoupil úřední kariéru jako tajemník na ministerstvu trestů. Zde si získal jméno jako dovedný esejista, svým úředním povinnostem se však příliš nevěnoval a byl proto odeslán na místo zástupce prefekta v Tung-pching v provincii Šan-tung. Po nějaké době se opět dostal do hlavního města jako úředník Úřadu pro hlášení, a to díky protekci vlivného velkého sekretáře Jen Sunga, který si Čao Wen-chuy všiml o několik let dříve, když vykonával funkci kancléře univerzity na které Čao studoval. V Úřadu pro hlášení Čao Wen-chua zachytával dokumenty, které mohly Jen Sungovi uškodit, a tím mařil pokusy ho z něčeho obvinit. S Jen Sungem úzce spolupracoval a Jen Sung se dokonce k němu choval jako k adoptivnímu synu. Později Čao Wen-chua navrhl opevnit jižní předměstí Pekingu, a byl za to povýšen na náměstka ministra prací.

## Krize s piráty
Během 40, a 50. let 16. století bylo čínské pobřeží sužované nájezdy wo-kchou, „japonských pirátů“, fakticky čínských pašeráků, kteří se obrátili k plenění a drancování, když úřady bránily jejich ilegálnímu obchodování. Čao Wen-chua předložil císaři Ťia-ťingovi řadu memorand, ve kterých předváděl hluboké pochopení příčin krize a navrhoval řešení problémů. Nesouhlasil s jednostranným silovým prosazováním politiky „zakázaného moře“, tak jak ji v Če-ťiangu a Fu-ťienu prováděl velký koordinátor sün-fu Ču Wan (a bezúspěšně se snažil o Ču Wanův odchod z funkce). Místo toho tvrdil, že cestou k vyřešení problému s wo-kchou je povolení zámořského obchodu. Ministr vojenství Nie Pao návrhy Čao Wen-chuy odmítal, ale žádný jiný plán nenabídl. Císař Ťia-ťing reagoval čistkou na ministerstvu vojenství a v březnu 1555 poslal Čao We-chuu na pobřeží, aby přímo na místě formuloval vládní reakci na krizi, přičemž byl oprávněn velet místním vojenským sílám.
Po příchodu na scénu se svéhlavý a ambiciózní Čao Wen-chua dostal do konfliktu s místními úřady i vojenskými veliteli. Intrikoval proti velkému koordinátorovi Cchao Pang-fuovi (曹邦輔), jehož rychlá akce proti oddílu banditů u jezera Tchaj Čaovi zabránila v přivlastnění si zásluh za potlačení pirátů v oblasti. Když byli Čaovi vlastní vojáci nuceni ustoupit k Tchao-čaj, svedl vinu za své selhání na Cchaoa a dosáhl jeho uvěznění a pak poslání do exilu. Větší význam měla Čao Wen-chuova role v pádu vrchního velitele cung-tu Čang Ťinga (張經). Čao Wen-chua nutil Čang Ťinga, čekajícího na posily, k útokům na piráty, ale Čang odolal a odmítal s ním i jen diskutovat o strategii. Čao Wen-chua nato ve zprávách pro císaře obvinil Čang Ťinga, že úmyslně oddaluje vojenské operace kvůli svému osobnímu zisku. Brzy poté, co Čao Wen-chua odeslal svá obvinění, 10. května 1555, dosáhl Čang Ťing velkého vítězství nad piráty u Wang-ťiang-ťing (王江涇). Čao však připsal zásluhu na vítězství sobě a svému chráněnci Chu Cung-sienovi; ve výsledku byl schopen u císaře prosadit odvolání a popravu Čang Ťinga.
Čang Ťinga nahradil Jang I (楊宜), který se pokusil vyhnout osudu svého předchůdce předcházením si Čaoa. Čao ale stejně doporučil jeho odstranění, když se vrátil do Pekingu, aby podal zprávu císaři, chtěl totiž na místo vrchního velitele prosadit Chu Cung-siena. Avšak ministr státní správy Li Mo (李默), který nenáviděl Jen Sungovu kliku, vybral Wang Kaoa (王誥). Wang Kao dosud sloužil v nankingském ministerstvu vojenství (stejně jako Jang I a Čang Ťing).
Čao odpověděl obviněním Li Moa z urážky panovníka. Rozzuřený císař nechal Li Moa uvěznit a 3. května 1556 Čaoa povýšil na ministra prací a velkého ochránce následníka trůnu (太子太保). Wang Kao nestihl ani převzít funkci, když byl nahrazen Chu Cung-sienem.
Jak se ukázalo, Chu Cung-sien byl výjimečně úspěšným nejvyšším velitelem. V srpnu 1556, Chu a Čao (který se z císařova rozhodnutí vrátil na jih) zničili pirátské vojsko vedené Sü Chajem a zajali mnoho jeho vůdců, později popravených. Po trimfálním návratu do Pekingu byl Čao Wen-chua oceněn za úspěchy na jihu, dostal velmi vysoký čestný titul mladšího opatrovníka (少保) a jeho syn Čao I-s’ (趙懌思) byl jmenován tisícníkem (千戶) v „gardě ve vyšívaných uniformách“, tajné policii a elitním pluku císařských vojsk.

## Pád a smrt
Čao Wen-chua stanul na vrcholu kariéry. Stal se však arogantním a vysloužil si nepřátelství jak vládních úředníků, tak dvorských eunuchů. Dokonce i své politické spojence, jako Jen Sunga, a také císaře, si znepřátelil svým nerespektováním etikety. Například jednou se pokusil obejít Jen Sunga při nadbíhání císaři, když panovníkovi daroval léčivé víno s prohlášením, že právě ono je tajemstvím Jen Sungovy dlouhověkosti. Císař si víno oblíbil a později se Jen Sunga na ně zeptal, čímž ho zaskočil, a vyšlo najevo, že Jen Sung o víně nic neví. Jen Sung by poté s Čao Wen-chuem přerušil vztahy, kdyby ho neuklidnila manželka. Při jiném incidentu byl Čao Wen-chua tak opilý, že se mu nepodařilo uklonit se a pokleknout, když obdržel dar od císaře.
Jako ministr prací Čao Wen-chua zodpovídal za stavby v Zakázaném městě. Nepodařilo se mu včas dokončit novou budovu paláce v Západním parku a navíc císař Ťia-ťing viděl právě dokončené nové sídlo Čao Wen-chuy na třídě Věčného míru (Čchang-an ťie) naproti paláci. Císařovo okolí k tomu poznamenalo, že důvod, proč Čao nemohl dokončit stavbu paláce, je přesměrování většiny dřeva na stavbu jeho sídla. Ťia-ťing byl velmi nespokojen. Pak v květnu 1557 po požáru v Zakázaném městě panovník Čao Wen-chuovi nařídil co nejrychlejší znovuvybudování brány Správného světla, ale Čao protestoval. Tou dobou se k císaři dostaly zvěsti o Čaově úplatkářství a jeho zveličování vítězství na jihu, pod jejichž vlivem k němu úplně ztratil důvěru. Jen Sung se Čao Wen-chuu pokoušel krýt prohlášením, že je od návratu z jihu nemocen. Čao navázal žádostí o krátké volno na odpočinek a zotavení, načež císař nařídil jeho náměstku, aby převzal funkci ministra. Čao tak byl v září 1557 v podstatě propuštěn.
Císař cítil, že propuštění z úřadu nestačilo k Čaovu potrestání, ale nikdo se proti Čaovi neodvážil promluvit kvůli obavě z Jen Sungova vlivu. V ten moment Čao I-s’ požádal v petici panovníka o uvolnění ze služby, aby mohl provázet otce na cestě domů. Petice byla špatně načasovaná, císaři byla předložena v době slavnostního císařského půstu, kdy panovník neměl být rušen. Císař reagoval degradací Čao Wen-chuy na prostého občana, a přeložením Čao I-s’a na hranici. Čao Wen-chua zemřel cestou domů 23. září 1557, podle oficiálních Dějin Mingů na kýlu, podle jiného zdroje si vzal jed. Jeho rodina dostala rozkaz ke uhrazení částek, které měl Čao zpronevěřit, ve výši více než sto tisíc liangů (3,73 tuny) stříbra. Roku 1583, když rodina zatím dokázala splatit pouze necelou polovinu částky, zodpovědní úředníci doporučili, aby jim byl zbytek odpuštěn. Tehdejší císař Wan-li odmítl a navíc Čao Wen-chuova druhého syna Čao Šen-s’a (趙慎思) poslal do vzdálené jihozápadní Číny.
Čao Wen-chua i Jen Sung jsou v oficiální mingské historiografii tradičně odsuzováni, v Dějinách Mingů jsou uvedeni mezi „zrádnými ministry“ (奸臣傳).